# This Is Spinal Tap
This Is Spinal Tap (também conhecido como This Is Spın̈al Tap: A Rockumentary by Martin Di Bergi) (bra: Isto É Spinal Tap) é um mocumentário de comédia estadunidense de 1984, co-escrito e dirigido por Rob Reiner (em sua estreia na direção). O filme é estrelado por Christopher Guest, Michael McKean e Harry Shearer como membros da banda de heavy metal Spinal Tap, caracterizada como "uma das bandas mais barulhentas da Inglaterra". Reiner interpreta Martin “Marty” Di Bergi, um documentarista que os acompanha em sua turnê americana. O filme satiriza o comportamento e as pretensões musicais de bandas de rock e as tendências hagiográficas percebidas em documentários de rock como The Song Remains the Same (1976) e The Last Waltz (1978), e segue o similar All You Need Is Cash (1978), de the Rutles. A maior parte dos diálogos foi improvisada e dezenas de horas foram filmadas. 
This Is Spinal Tap foi lançado com aclamação da crítica, mas seu lançamento inicial obteve apenas um sucesso comercial modesto. Seu lançamento posterior em VHS trouxe maior sucesso e seguidores cult. Em 2002, foi considerado "culturalmente, historicamente ou esteticamente significativo" pela Biblioteca do Congresso e selecionado para preservação pelo National Film Registry. Foi creditado por lançar "efetivamente" o gênero mocumentário. Também é notável como a origem da frase "Até onze".
Uma sequência, Spinal Tap II: The End Continues, dirigida por Reiner com Guest, McKean e Shearer reprisando seus papéis como membros do Spinal Tap se reunindo para um último show, está prevista para ser lançada em setembro de 2025.

## Enredo
O cineasta Martin "Marty" Di Bergi está filmando um documentário sobre a turnê da banda de rock inglesa Spinal Tap, nos Estados Unidos, em 1982, para promover seu novo álbum, Smell the Glove. A banda é formada pelos amigos de infância David St. Hubbins e Nigel Tufnel nos vocais e guitarra, o baixista Derek Smalls, o tecladista Viv Savage e o baterista Mick Shrimpton.
O documentário mostra os primeiros dias do Spinal Tap como grupo de skiffle, The Originals; eles se renomearam como New Originals quando foi descoberto que outra banda já se chamava The Originals, apenas para mudar de volta quando os The Originals originais se separaram. Mais tarde, eles tiveram um sucesso como os Thamesmen, "Gimme Some Money", antes de mudar seu nome para Spinal Tap e alcançar um sucesso significativo com o hino do flower power "Listen to the Flower People"; posteriormente, eles começaram a tocar heavy metal. Vários dos bateristas anteriores da banda morreram em circunstâncias estranhas: John "Stumpy" Pepys morreu em um "bizarro acidente de jardinagem" que a polícia disse que seria melhor deixar sem solução, Eric "Stumpy Joe" Childs morreu engasgado com o vômito de outra pessoa e Peter "James" Bond explodiu no palco. Nigel mostra a Marty sua extensa coleção de guitarras, assim como um amplificador feito sob medida que possui botões de volume que vão até onze; Nigel acredita que isso torna o amplificador “um mais alto” do que a maioria dos outros amplificadores, que têm “dez” como a configuração de volume mais alta.
As tensões aumentam entre a banda e seu empresário, Ian Faith, à medida que vários shows são cancelados devido à baixa venda de ingressos e grandes varejistas se recusam a vender Smell the Glove por causa de sua capa sexista. A namorada de David, Jeanine, devota de ioga e astrologia, junta-se ao grupo em turnê e participa de reuniões da banda. Nigel e Ian não gostam das ideias de Jeanine para os figurinos e apresentação de palco do Spinal Tap. Sem consultar o Spinal Tap, a gravadora da banda lança Smell the Glove com capa totalmente preta. Apesar da afirmação de Ian de que poderia ter um apelo semelhante ao Álbum Branco dos Beatles, Smell the Glove não consegue vender.
Nigel sugere organizar um luxuoso show de glam rock com tema druida e pede a Ian que encomende um trilithon de Stonehenge. No entanto, Nigel rotula erroneamente suas dimensões, e o suporte resultante tem apenas 18 polegadas (46 cm) de altura em vez de 18 pés (5,5 m), tornando o grupo motivo de chacota. O grupo culpa Ian, e quando David sugere que Jeanine deveria co-gerenciar o grupo, Ian desiste. A turnê continua, remarcada para locais muito menores, e Jeanine e David marginalizam Nigel cada vez mais. Em um show em uma base da Força Aérea dos Estados Unidos, Nigel fica chateado com um defeito no equipamento e desiste no meio da apresentação. Em seu próximo show, em um anfiteatro de um parque de diversões onde a banda é apresentada como um show de marionetes, a banda descobre que seu repertório é severamente limitado sem Nigel. Por sugestão de Derek, a banda improvisa uma "Jazz Odyssey" experimental, que é mal recebida.
No último dia da turnê, David e Derek consideram encerrar o Spinal Tap e explorar outros projetos, como um musical sobre Jack, o Estripador, chamado Saucy Jack. Antes de subirem ao palco, Nigel chega e diz que a música "Sex Farm" do Spinal Tap se tornou um grande sucesso no Japão e que Ian quer organizar uma turnê por lá. David recusa amargamente, mas mais tarde, enquanto Nigel observa a banda se apresentando nos bastidores, David cede e convida Nigel para se juntar à banda no palco, encantando o público, mas enfurecendo Jeanine. Durante a apresentação, Mick explode no palco. Ian é recontratado como empresário do grupo, e o Spinal Tap (agora com Joe "Mama" Besser como baterista) realiza uma série de shows com ingressos esgotados no Japão.

## Elenco
| - Michael McKean como David St. Hubbins - Christopher Guest como Nigel Tufnel - Harry Shearer como Derek Smalls - Rob Reiner como Martin "Marty" Di Bergi - Tony Hendra como Ian Faith - R.J. Parnell (baterista do Atomic Rooster) como Mick Shrimpton - David Kaff como Viv Savage - June Chadwick como Jeanine Pettibone - Bruno Kirby como Motorista da limosine Tommy Pischedda | - Ed Begley Jr. como John "Stumpy" Pepys - Danny Kortchmar como Ronnie Pudding - Fran Drescher como Bobbi Flekman - Patrick Macnee como Sir Denis Eton-Hogg - Julie Payne como A garçonete mímica - Dana Carvey como O garçom mímico - Sandy Helberg como Angelo DiMentibelio - Zane Buzby como Repórter da Rolling Stone - Billy Crystal como Morty, o Mímico - Paul Benedict como Tucker "Smitty" Brown | - Howard Hesseman como Terry Ladd (Agente de Duke Fame) - Paul Shortino como Duke Fame - Lara Cody como Uma groupie do Duke Fame - Andrew J. Lederer como Promotor Estudantil - Russ Kunkel como Eric "Stumpy Joe" Childs, baterista do Doomed - Victory Tischler-Blue como Cindy - Joyce Hyser como Belinda - Gloria Gifford como oficial de segurança do aeroporto com a varinha de segurança | - Paul Shaffer como Artie Fufkin, o promotor incompetente (Polymer Records) - Archie Hahn como o cara do serviço de quarto - Charles Levin como gerente do Disc 'n' Dat - Anjelica Huston como Polly Deutsch - Donald Kendrick como vocalista de fundo - Fred Willard como Bob Hookstratten, Tenente da Força Aérea - Wonderful Smith como o zelador - Robert Bauer como Moke, Roadie do Spinal Tap - Fred Asparagus como Joe "Mama" Besser |

## Produção

### Contexto
Michael McKean e Christopher Guest se conheceram enquanto estavam na faculdade em Nova York, no final dos anos 1960, e tocavam juntos. Eles trabalharam com Harry Shearer e Rob Reiner em um piloto de TV em 1978 para um programa de comédia chamado The TV Show, que apresentava uma paródia de banda de rock chamada Spinal Tap. Durante a produção dessa esquete (enquanto eram queimados com óleo devido a um efeito no palco), McKean e Guest começaram a improvisar, inventando personagens que se tornaram David St. Hubbins e Nigel Tufnel. Guest já havia tocado guitarra com o nome de "Nigel Tufnel" no álbum Lenny and the Squigtones de Michael McKean e David Lander.

### Desenvolvimento
O filme inteiro foi rodado em Los Angeles durante um período de cerca de cinco semanas em câmeras portáteis de 16 mm. A visita ao túmulo de Elvis Presley foi filmada num parque de Altadena, com uma maquete do túmulo. A banda canta "Heartbreak Hotel" porque essa foi a única música de Elvis para a qual a produtora Karen Murphy conseguiu obter os direitos.
Rob Reiner adquiriu 60 mil dólares da Marble Arch Productions para escrever um roteiro com McKean, Guest e Shearer, baseado nos personagens do Spinal Tap. Eles perceberam, depois de alguns dias escrevendo, que nenhum roteiro poderia capturar o tipo de filme que queriam fazer, então decidiram filmar uma pequena demonstração do filme proposto. Eles venderam a demo para vários estúdios, mas não tiveram compradores, até que o roteirista e produtor de televisão, Norman Lear, decidiu apoiar o projeto, fornecendo-lhes um orçamento de 2 milhões de dólares.
Praticamente todos os diálogos do filme são improvisados. Os atores receberam esboços indicando onde as cenas começariam e terminariam e as informações dos personagens necessárias para evitar contradições, mas todo o resto veio dos atores. Sempre que possível, a primeira tomada foi usada no filme, para capturar reações naturais. Reiner queria listar todo o elenco como roteiristas do filme para reconhecer suas contribuições, mas o Writers' Guild se opôs e apenas ele, Guest, McKean e Shearer receberam crédito por escrever.
O veterano cinegrafista de documentários Peter Smokler trabalhou como diretor de fotografia no filme. Smokler tinha ótimos instintos para o posicionamento da câmera no set, de acordo com Reiner, e é responsável pelo estilo cinéma vérité portátil do filme—embora o diretor de fotografia não tenha entendido o que deveria ser engraçado no filme. Com Smokler atrás das câmeras, o filme foi rodado não como um longa-metragem, mas como um documentário, sem roteiro ou cronograma de filmagem tradicional. Tantas filmagens foram feitas (mais de 100 horas) que eventualmente foram necessários três editores para concluir o filme.
As inspirações para o filme incluíram os documentários Don't Look Back (1967), sobre Bob Dylan, e The Last Waltz (1978), sobre The Band. A cena em que o Spinal Tap se perde nos bastidores foi inspirada em um vídeo de Tom Petty em um local na Alemanha, passando por uma série de portas tentando encontrar o palco, mas acabando em uma quadra de tênis coberta. Rob Reiner também foi ver o show da banda inglesa de heavy metal Judas Priest como parte de sua preparação para o filme. Mais tarde, ele disse: "Isso machucou fisicamente meu peito. A reverberação no salão era tão forte que não consegui mais ficar ali". De acordo com Harry Shearer no comentário do DVD da edição Criterion, o tecladista John Sinclair tinha acabado de retornar da turnê com o Uriah Heep quando as filmagens estavam prestes a começar, e contou a eles como eles haviam sido contratados para tocar em uma base da Força Aérea. Posteriormente, eles usaram a história no filme.
Na pós-produção, Christopher Guest se preocupou muito com a verossimilhança da posição dos dedos nos instrumentos da banda durante as cenas do show, e até refez algumas cenas após a edição do filme para garantir que suas mãos aparecessem em sincronia com a música.
A personagem Jeanine, a namorada perturbadora de David, foi adicionada durante a produção para fornecer um enredo ao material—em parte para apaziguar os executivos do estúdio que temiam que o filme não tivesse enredo. A atriz Victoria Tennant foi brevemente considerada para o papel, mas June Chadwick ganhou o papel, graças à sua química com o elenco e às suas habilidades de improvisação.
Robert Bauer interpretou o mesmo personagem, Moke, em outro filme de Rob Reiner, The Sure Thing (1985).

## Recepção e legado

### Crítica
This Is Spinal Tap é amplamente considerado um dos melhores filmes de 1984. O filme detém uma classificação de 96% no Rotten Tomatoes, site de agregação de críticas, com base em 67 avaliações, com uma classificação média de 8,60/10. O consenso crítico do site diz: "Dirigido de forma inteligente, atuado de maneira brilhante e repleto de momentos infinitamente citáveis, This Is Spinal Tap é um clássico da comédia de todos os tempos". No Metacritic, que utiliza uma média ponderada, atribuiu ao filme uma pontuação de 92 em 100, com base em 30 críticos, indicando "aclamação universal".
Roger Ebert, do Chicago Sun-Times, deu ao filme 4/4 e escreveu: "This Is Spinal Tap é um dos filmes mais engraçados, mais inteligentes e mais originais do ano. A sátira tem um toque hábil e perverso. Spinal Tap não é muito pior e nem muito diferente de algumas bandas de rock de sucesso". Mais tarde, Ebert colocou o filme em sua lista dos dez melhores de 1984 e mais tarde o incluiria em sua lista de Grandes Filmes em 2001, onde o chamou de "um dos filmes mais engraçados já feitos". Gene Siskel, do Chicago Tribune, também premiou 4/4, escrevendo: "É tão bem feito, na verdade, que, a menos que você saiba de antemão, pode demorar um pouco para perceber que o grupo de rock sob dissecação em This Is Spinal Tap realmente não existe". Janet Maslin, do The New York Times, elogiou-o como "uma sátira espirituosa e travessa, e é obviamente um trabalho de amor". Em 2002, This Is Spinal Tap foi considerado "culturalmente, historicamente ou esteticamente significativo" pela Biblioteca do Congresso e foi selecionado para preservação no National Film Registry dos Estados Unidos.
Os críticos elogiaram o filme não apenas por sua sátira ao estilo de vida de montanha-russa das estrelas do rock, mas também por sua abordagem do gênero cinematográfico de não-ficção. David Ansen, da Newsweek, chamou o filme de "uma sátira do próprio documentário, completo com clipes perfeitamente desbotados de antigos programas de TV da banda em suas encarnações mod e flower-child".
Mesmo com participações especiais de Anjelica Huston, Billy Crystal e Patrick Macnee, Spinal Tap ainda conseguiu enganar muitos de seus espectadores fazendo-os acreditar que a banda existia. Reiner observou que "quando Spinal Tap foi lançado inicialmente, todos pensaram que era uma banda de verdade... a razão pela qual passou pela cabeça de todos foi que era muito perto de casa".

### Reações de músicos
O filme ressoou com muitos músicos. Jimmy Page, Robert Plant, Jerry Cantrell, Dee Snider e Ozzy Osbourne todos relataram que, assim como o Spinal Tap, eles se perderam em corredores confusos dos bastidores da arena tentando chegar ao palco. Quando George Lynch, do Dokken, viu o filme, ele teria dito, "Somos nós! Como eles fazem um filme sobre nós?". Glenn Danzig teve uma reação semelhante ao comparar o Spinal Tap com sua antiga banda, os Misfits, dizendo: "Quando vi o Spinal Tap pela primeira vez, pensei, 'Ei, esta é minha antiga banda'". A vocalista principal do Rock Mountain, Patty Albigese-Robbins, deixou o cinema depois de ver Spinal Tap e comentou: "Sinto como se toda a minha vida passasse diante dos meus olhos."
Lars Ulrich disse em uma coletiva de imprensa que a turnê Guns N' Roses/Metallica Stadium Tour de 1992 parecia "tão Spinal Tap". Esta turnê foi para divulgar o "black album" do próprio Metallica. Pouco depois do início da turnê, James Hetfield, do Metallica, sofreu queimaduras de terceiro grau nos braços depois de ficar muito perto de um dispositivo pirotécnico. No início daquela turnê, nos bastidores do The Freddie Mercury Tribute Concert, o Metallica se encontrou com o Spinal Tap e discutiu como seu "black album" era uma homenagem a Smell the Glove do Spinal Tap. Isso foi capturado no DVD do Metallica, A Year and a Half in the Life of Metallica.
Em uma entrevista de 1992, o Nirvana explicou ter recusado uma oferta para fazer parte do filme Singles. Kurt Cobain continua dizendo: “Nunca houve um bom documentário sobre bandas de rock and roll”. Dave Grohl então interrompe dizendo: “Exceto Spinal Tap, [esse] foi o único filme de rock que vale a pena assistir”, com o qual Cobain concordou, além de mencionar Don't Look Back, de D.A. Pennebaker.
De acordo com uma entrevista de 1997 dada à revista Spin pelo guitarrista Brad Whitford, do Aerosmith, “A primeira vez que Steven [Tyler] viu, ele não viu nenhuma graça nisso". Quando o filme foi lançado, o último álbum do Aerosmith, Rock in a Hard Place, retratava Stonehenge com destaque na capa.
O guitarrista do U2, The Edge, disse no documentário It Might Get Loud que quando viu Spinal Tap pela primeira vez, "eu não ri: eu chorei", porque resumia o pântano sem cérebro que o rock de grandes gravadoras havia se tornado.
Em uma entrevista de 2023, Chris Frantz, do Talking Heads, disse "assistimos Spinal Tap e pensei, oh, nunca mais poderei me levar a sério".

### Uso deSpinal Tapcomo termo descritivo
Tornou-se um insulto comum para uma banda pretensiosa ouvir que eles eram mais engraçados que o Spinal Tap. Como disse George Lynch, quanto mais a sério uma banda se levava, mais se assemelhava ao Spinal Tap. Depois de ver uma apresentação da banda de metal Venom em 1986, o cantor Henry Rollins comparou-os ao Spinal Tap. Em seus respectivos episódios de Behind the Music, Rudy Sarzo, do Quiet Riot, e Robbin Crosby, do Ratt, compararam suas próprias bandas ao Spinal Tap até certo ponto. Por exemplo, paralelamente ao incidente "Shit Sandwich", o quarto álbum do Quiet Riot, Condition Critical, recebeu a crítica de duas palavras de "Prognosis: Terminal" por J. D. Considine na revista Musician. Sua crítica do LP de estreia homônimo da banda GTR na mesma revista foi "SHT". Mike Mills, do R.E.M., descreveu as primeiras turnês da banda como "muito Spinal Tap", citando, entre outras coisas, que eles tocaram em uma base da Força Aérea dos Estados Unidos.
O Judas Priest, a banda de heavy metal que Rob Reiner viu na preparação para o filme, teve muitos bateristas em sua carreira (oito no total), que o site Ultimate Classic Rock descreveu como "positivamente digno de Spinal Tap". O guitarrista do Marillion, Steve Rothery, mais tarde descreveu a leva de cinco bateristas em um ano entre os dois primeiros álbuns de sua banda como "igual o Spinal Tap". No documentário do Pearl Jam, Pearl Jam Twenty, os membros se referem, brincando, ao fato de que, embora a formação principal do grupo tenha permanecido inalterada (o vocalista Eddie Vedder, os guitarristas Mike McCready e Stone Gossard e o baixista Jeff Ament), a banda teve cinco bateristas. Eles descrevem isso como "muito Spinal Tap da nossa parte". No documentário, uma simulação de filme mudo chamado The Drummer Story é mostrada explicando o que aconteceu com seus bateristas anteriores. Nele, um deles quase é comido por um monstro marinho, apenas para ser resgatado por Eddie Vedder, no papel de salva-vidas. A banda canadense de heavy metal Anvil, cujo baterista se chama Robb Reiner, foi chamada de "o verdadeiro Spinal Tap" com base nas desventuras retratadas em seu documentário Anvil! The Story of Anvil.

### Reconhecimentos
Em 2008, a revista Empire classificou This Is Spinal Tap em 48º lugar em sua lista do The 500 Greatest Movies of All Time. O The New York Times colocou o filme em sua lista do The Best 1,000 Movies Ever Made. Em janeiro de 2010, a Total Film colocou This Is Spinal Tap em sua lista do The 100 Greatest Movies of All Time. Quando a Entertainment Weekly compilou sua lista do The 100 Greatest Movies of All Time, a publicação incluiu o filme como "amado demais para ser ignorado". Em 2011, a Time Out London considerou-o o melhor filme de comédia de todos os tempos. Em novembro de 2015, o filme foi classificado como o 11º roteiro mais engraçado pelo Writers Guild of America em sua lista do 101 Funniest Screenplays. Stephen Sondheim listou-o entre seus filmes favoritos de todos os tempos. This Is Spinal Tap no 35: Festival de Cinema de Tribeca (The Guardian).
O filme é reconhecido pelo American Film Institute nesta lista:
- 2000: AFI's 100 Years...100 Laughs – #29.[53]

## Processo
Em 17 de outubro de 2016, o ator Harry Shearer entrou com uma ação de fraude e quebra de contrato de 125 milhões de dólares contra o StudioCanal, que detém os direitos do filme, e a Vivendi, proprietária do estúdio. Shearer afirmou que ele e as outras co-estrelas do filme receberam apenas 179 dólares pelas vendas de mercadorias e música nas três décadas anteriores. O processo de Shearer foi dirigido especificamente ao StudioCanal, ordenando que o estúdio rescindisse os direitos autorais de This Is Spinal Tap. Em fevereiro de 2017, as co-estrelas de Shearer, Christopher Guest e Michael McKean, assim como o diretor do filme Rob Reiner, juntaram-se ao processo contra StudioCanal e Vivendi, pedindo 400 milhões de dólares em danos. Em outubro de 2017, o Spinal Tap revisou seu caso adicionando a Universal Music Group (UMG, outra divisão da Vivendi, cujo selo Polydor lançou a trilha sonora do filme) como réu, assim como o direito de reivindicar seus direitos autorais sobre o filme, suas músicas e personagens.
Em agosto de 2018, outro juiz decidiu que Guest, Reiner, McKean e Shearer poderiam prosseguir com a ação de fraude contra a Vivendi.
O caso relacionado às vendas da trilha sonora foi resolvido fora do tribunal em novembro de 2019, com a UMG mantendo os direitos de distribuição, mas com os direitos da música eventualmente retornando para Shearer, Guest e McKean no futuro. Um acordo entre Vivendi, a StudioCanal e o elenco sobre o aspecto de merchandising foi alcançado em setembro de 2020 com detalhes finais a serem resolvidos nos meses seguintes.

## Home media
This Is Spinal Tap foi lançado pela primeira vez em VHS em 1984 pela Embassy Home Entertainment e em 1994 como parte da Criterion Collection no LaserDisc sob o título This Is Spinal Tap: Special Edition. Também foi lançado duas vezes em DVD.
O primeiro lançamento em DVD foi uma edição da Criterion de 1998 em formato letterbox que usou material suplementar do lançamento da Criterion LaserDisc de 1994. É o único DVD frente e verso do catálogo e agora está esgotado. Incluía uma faixa de comentários em áudio com Christopher Guest, Michael McKean e Harry Shearer; uma segunda faixa de comentários em áudio com Rob Reiner, Karen Murphy, Robert Leighton e Kent Beyda; 79 minutos de cenas deletadas; Spinal Tap: The Final Tour, o curta original de vinte minutos que eles filmaram para lançar o filme; dois trailers que mostram Rob Reiner exibindo um filme sobre enrolar queijo (porque “Spinal Tap” ainda estava na sala de edição); uma promo para TV, Heavy Metal Memories; e um videoclipe de "Hell Hole". As vendas desta edição foram interrompidas após apenas dois anos e o DVD tornou-se um valioso item de colecionador. Grande parte desse material apareceu em um CD-ROM de 1994 da The Voyager Company que incluía o filme inteiro no formato QuickTime.
Em 2000, a MGM Home Entertainment lançou uma edição especial com mais ou menos os mesmos extras da edição Criterion, além de uma nova faixa de comentários em áudio com Guest, McKean e Shearer atuando como personagens, comentando o filme inteiramente em seus alter-egos fictícios, e muitas vezes desaprovando a forma como o filme os apresenta; 70 minutos de cenas deletadas (algumas das quais não estavam no DVD Criterion); um novo curta, Catching Up with Marty Di Bergi (onde é revelado que os membros do Spinal Tap ficaram muito decepcionados com Di Bergi por ter feito uma "machadinha" em seu filme); a promo Heavy Metal Memories e seis promos de TV adicionais; videoclipes de "Gimme Some Money", "Listen to the Flower People" e "Big Bottom"; e segmentos do Spinal Tap aparecendo no The Joe Franklin Show. Os recursos especiais foram produzidos pela Automat Pictures. No entanto, esta versão do filme não continha as legendas que aparecem ao longo do filme (por exemplo, apresentando os membros da banda, outras pessoas e nomes dos locais) e não incluía os comentários da edição Criterion. O DVD da MGM não contém as legendas gravadas no filme; elas foram substituídas por legendas geradas pelo player.
O lançamento do disco Blu-ray da edição do 25º aniversário foi lançado em 28 de julho de 2009. Inclui todos os bônus do DVD da MGM, além de uma entrevista com Nigel sobre Stonehenge, assim como a performance de "Stonehenge" da apresentação da banda no Live Earth. Ele não inclui os comentários do DVD Criterion Collection, embora a MGM tenha declarado que eles seriam incluídos no primeiro comunicado de imprensa da versão Blu-ray (provavelmente devido a questões legais), e não apresenta um "crie seu elemento dos próprios avatares" provocado em publicidade. No entanto, esta versão restaura as legendas que apresentam membros da banda/locais/eventos/etc. que estavam faltando no DVD da MGM. A edição alternativa, Região B, Reino Unido desta versão também apresenta um novo documentário de uma hora com fãs famosos, a promo de "Bitch School", o EPK do álbum "Back From The Dead", uma entrevista com o falecido Reg Presley discutindo a influência dos bootlegs da banda Troggs no filme e a primeira hora (terminando com uma edição abrupta) de The Return Of Spinal Tap. No entanto, perde o curta de Di Bergi e o clipe de Joe Franklin.
Em algum momento da década de 2000, uma versão impressa do filme foi "upada" online. Esta versão tem 270 minutos de duração. Inclui muitas cenas nunca divulgadas em nenhum lançamento em home media.

## Aparições em outras mídias
Harry Shearer, que interpretou Derek Smalls, tornou-se um dos principais dubladores de The Simpsons, dublando o Diretor Skinner, Sr. Burns, Waylon Smithers, Ned Flanders e muitos outros. Os membros do Spinal Tap reprisaram seus papéis no episódio "The Otto Show", primeiro tocando em um show com a presença de Bart e Milhouse, que se transforma em um tumulto após a saída antecipada da banda, e depois tendo seu ônibus de turnê batido por Otto no ônibus escolar.
O Internet Movie Database normalmente permite aos usuários avaliar filmes com até dez estrelas, mas especificamente para Spinal Tap, o site permite aos usuários avaliar o filme com onze estrelas, faznedo referência à cena "Até onze". No IGN, This Is Spinal Tap foi o único DVD—e aparentemente a única coisa avaliada no IGN—a obter 11 de 10. Essa cena também foi utilizada em algumas reportagens sobre a morte de James Charles "Jim" Marshall, fundador da famosa empresa de amplificadores cujo equipamento aparece na cena. Richard D. Titus, controlador de UX&D da BBC, adotou uma sugestão inspirada em Spinal Tap de um colega de que o BBC iPlayer deveria ter um controle de volume que vai até onze. O termo entrou no vernáculo, como acontece com a descrição da sobrecarga sensorial por um autista em relação à filtragem de rotina de um neurotípico.
Fran Drescher reprisou o papel de Bobbi Flekman durante a quinta temporada de seu seriado de televisão The Nanny; foi o terceiro episódio da temporada, intitulado "The Bobbi Flekman Story". No episódio, Flekman é agora produtor de gravadora da The Brian Setzer Orchestra e ex-parceiro de negócios do personagem Maxwell Sheffield (Charles Shaughnessy). A personagem regular de Drescher, Fran Fine, acredita que Flekman está tentando seduzir Sheffield e se faz passar por ela para impedir isso.
Fora do mundo da música, J. K. Rowling citou a leva de bateristas do Spinal Tap como inspiração para a série Harry Potter, na qual algo ruim acontece com todos os professores de Defesa contra as Artes das Trevas em Hogwarts, fazendo com que eles deixem o trabalho sem completar um curso completo do ano letivo.
Uma história em quadrinhos biográfica chamada That Was Spinal Tap foi lançada em 2018 contando tanto a história fictícia da banda quanto a história da vida real dos atores e outras pessoas que criaram os personagens e a música. O roteiro foi escrito por Jay Allen Sanford, co-criador da Rock 'N' Roll Comics.

## Sequência
Uma sequência, The Return of Spinal Tap, foi transmitida e lançada em vídeo em 1992 para promover Break Like the Wind. Consistia principalmente em filmagens de um show real do Spinal Tap no Royal Albert Hall. Nele, a piada "Stonehenge" do filme original é referenciada, já que o novo e grande adereço é grande demais para entrar no local.
Em maio de 2022, o diretor Rob Reiner anunciou que estava trabalhando em uma sequência do filme, que o incluirá retornando para interpretar DiBergi, e McKean, Shearer e Guest como membros do Spinal Tap. As aparições especiais incluirão Elton John, Paul McCartney, Garth Brooks, Questlove e Trisha Yearwood.
Será o primeiro filme da Castle Rock Entertainment após seu renascimento em 2021. As filmagens começaram em fevereiro de 2024, com a Bleecker Street adquirindo os direitos de distribuição em março de 2025 e definindo o lançamento do filme nos cinemas em setembro. A Bleecker Street, tendo também adquirido os direitos de distribuição do filme original, também imediatamente marcou um relançamento nos cinemas de "41º aniversário" para julho daquele ano como uma campanha promocional para a sequência.

## Trabalhos relacionados
- "Christmas with the Devil", single de 1984.
- Inside Spinal Tap (1985), um livro raro de Peter Occhiogrosso. Em 1992, este foi revisado e ampliado exclusivamente para o mercado do Reino Unido.
- Tanto Michael McKean quanto Harry Shearer apareceram como David St. Hubbins e Derek Smalls como parte do grupo de caridade de estrelas do Hear 'n Aid. O grupo lançou o single "Stars" no início de 1986, que alcançou o número 26 no Reino Unido. St. Hubbins e Smalls foram dois das dezenas de conhecidos artistas de heavy metal que participaram e foram creditados no disco, e podem ser vistos no vídeo.
- Álbum Break Like the Wind (1992).[76]
- "The Otto Show", um episódio de 1992 de The Simpsons que mostra o Spinal Tap.[61]
- This Is Spinal Tap: The Official Companion (ISBN 0-7475-4218-X) foi publicado em 2000. Apresentava um "Tapistory", transcrição completa do filme (incluindo outtakes), uma discografia, letras e um A – Z da banda. Este livro recicla em grande parte o material do livro de Peter Occhiogrosso e dos comentários do Criterion DVD.
- Back from the Dead, álbum e DVD de 2009.[77]
- Unplugged and Unwigged, DVD ao vivo de 2009 de Guest, McKean e Shearer cantando músicas de seus vários trabalhos.
- Smalls Change (Meditations on Ageing), álbum solo de 2018 de Shearer como Derek Smalls.[78]